# Furina
Furina es un género de reptiles escamosos de la familia Elapidae. Se distribuyen por Australia y Nueva Guinea.

## Especies
Se reconocen las 5 siguientes según The Reptile Database:
- Furina barnardi (Kinghorn, 1939)
- Furina diadema (Schlegel, 1837)
- Furina dunmalli (Worrell, 1955)
- Furina ornata (Gray, 1842)
- Furina tristis (Günther, 1858)